# Gadget
Un gadget è un oggetto o un dispositivo, a volte anche offerto come richiamo pubblicitario, di bassa se non nulla utilità concreta.
L'etimologia del termine è incerta. Negli Stati Uniti d'America è diffusa la credenza che il termine sia derivato da Gaget, Gauthier & Cie, la società che fuse la Statua della Libertà e realizzò una versione più piccola del monumento su cui era impresso il nome della ditta (Gaget).; dal francese gâchette (grilletto di fucile) o dal francese gagée (piccolo accessorio) o ancora dal francese engager (impegnare, imbarcare) o anche dal termine navale scozzese gadge (un oggetto per misurazioni), cioè un termine di derivazione marinara.